# Chitré

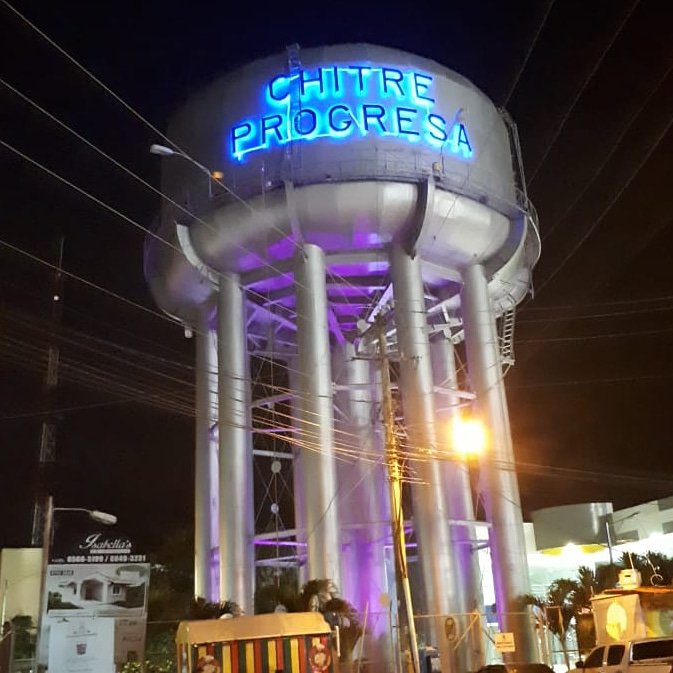
Histórico Tanque de Reserva de Agua

Chitré es la capital de la provincia panameña de Herrera. Está situada en el nororiente de la península de Azuero, el distrito de Chitré cuenta con una población de 60,500 habitantes. En la actualidad en la zona metropolitana de la ciudad de Chitré viven aproximadamente 100,000 habitantes de los cuales se incluyen las pequeñas ciudades de La Villa de Los Santos, Pesé, Parita y otros pueblos. 
Esta ciudad es el principal polo comercial de la región de Azuero, una de las ciudades más importantes del país y cuenta con el más alto Índice de Desarrollo Humano en Centroamérica. 
Es conocida como "La ciudad que crece sola" y "La ciudad donde nadie es forastero". El distrito homónimo está dividido en cinco corregimientos: San Juan Bautista, Llano Bonito, Monagrillo, La Arena
y Chitré (corregimiento cabecera). Chitré está conectada con la carretera Panamericana en el pueblo de Divisa por la avenida Nacional, principal eje de comunicación de la provincia de Herrera y Los Santos. Conserva un centro histórico  compuesto por casas antiguas, iglesias, plazas, avenidas y parques, junto a un importante patrimonio museístico. Entre los acontecimientos culturales que se celebran destacan la Semana Santa de Chitré, las fiestas del santo patrono, San Juan Bautista, el Carnaval y su fiesta de fundación. La ciudad de Chitré conecta a la región de Azuero vía aérea con la Ciudad de Panamá con vuelos directos desde el Aeropuerto Alonso Valderrama. 
Esta pequeña urbe conecta con su terminal de transporte terrestre a todos los pueblos de la región de Azuero como a la capital del país y ciudades cercanas. Como ciudad principal de la península de Azuero esta dotada del principal centro bancario de provincias centrales, restaurantes, franquicias de comida rápida , compañías de venta de autos, supermercados, hoteles, cines y centros comerciales. 
Los estadios deportivos más importantes de esta ciudad son el Estadio Rico Cedeño casa del béisbol Herrerano en los campeonatos juvenil y mayor del béisbol panameño con capacidad de 5,600 personas y El Estadio de Fútbol de Los Milagros sede del Herrera FC en la primera división de la liga panameña de fútbol con aforo de 1000 seguidores.
Entre sus obras de infraestructura más importantes están: 
Centro de Convenciones de Azuero el más grande de provincias centrales.
El Intercambiador vial (Puente, Rotonda y Túnel) entre las Avenidas Carmelo Spadafora y Arnulfo Escalona.
La Ciclovía hacia playa El Agallito
Circunvalación Interna de la Ciudad de Chitré

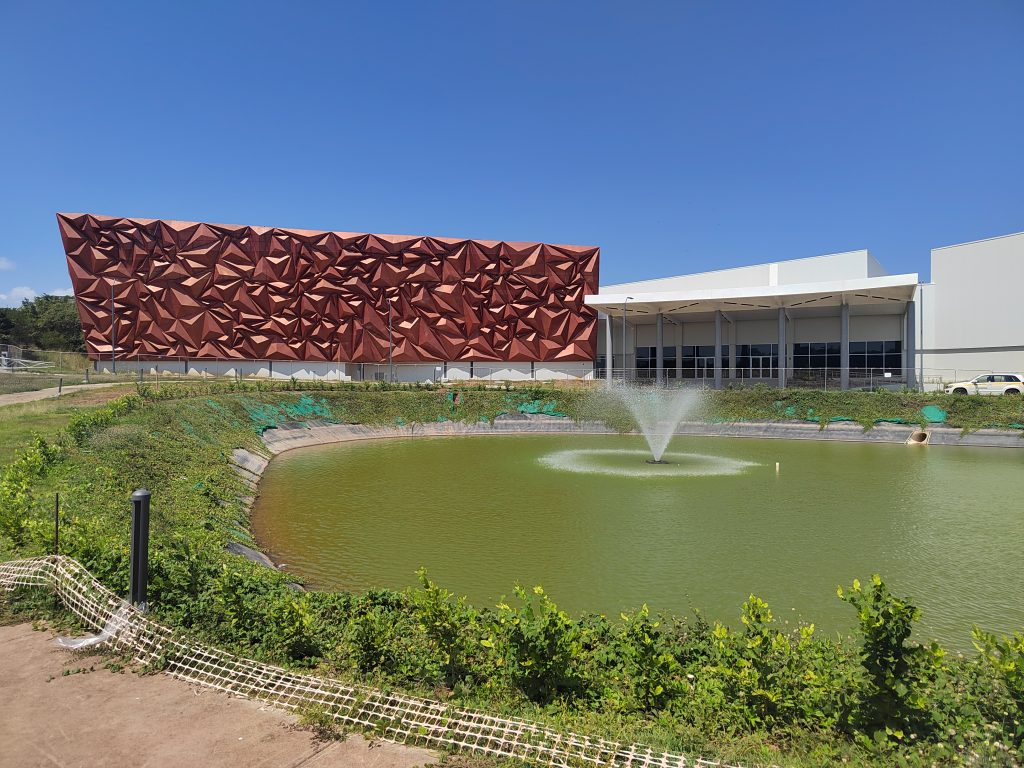
Centro de Convenciones de Azuero

Hospital Gustavo Nelson Collado
Clínica Especializada de Azuero 

## Toponimia
Existen diferentes hipótesis sobre el origen del topónimo Chitré, una de estas establece que deriva del nombre de un cacique que gobernó la región desde el cerro El Vigía y que se llamaba Chitré y al cual le dieron muerte los soldados españoles de Espinosa por ser aliado del bravo cacique París.

## Historia
Chitré fue fundada el 19 de octubre de 1848 como distrito parroquial. Se cuenta que los fundadores de Chitré, fueron Ventura Solís, Matías Rodríguez, José Ríos, José María Benavidez, Idelfonso Pérez, Blas Tello, Eugenio Barrera, José Burgos, Carlos Rodríguez y Edgar Pérez.
Sobre la historia de Chitré, en el año 2008 las "pruebas e investigaciones que presentaron los historiadores Francisco Delgado y Humberto Huertas" iniciaron un debate sobre la veracidad de los datos que se enseñan en la escuela, específicamente sobre "el significado de la palabra Chitré y al lugar donde se ubicaron los primeros pobladores." Sus argumentos están basados en "un libro del escritor Alfredo Castillero sobre el origen de la Villa de Los Santos, en el que se menciona que al otro lado del Río La Villa había grandes maizales."
Delgado afirma que Chitré significa “sitio donde se siembra maíz” y que la palabra no deriva de ningún indio llamado Chitra, como se cree. Nos dice que los agricultores de San Francisco en Veraguas "reconocen que en Chitré se siembra el mejor maíz del país al que llaman “chitreca”, pero como lo dicen en forma de apócope, pronuncian la palabra chitré. Agrega que en un estudio de lenguas, palabras raras y vernaculares aparece la palabra chitreca, que significa “maíz nuevo o maíz pequeño”.
Además, según el historiador herrerano Humberto Huertas, la fecha que se observa como la fundación de Chitré está equivocada también, ya que "Chitré fue la tercera población fundada por los españoles en el istmo un 3 de mayo de 1558 con el nombre de Santa Cruz de Cubita. Antes habían fundado la ciudad de Panamá, en 1519, y Natá, provincia de Coclé, en 1522." Según Huertas, el 19 de octubre de 1848 a Chitré se le asignó la categoría de distrito parroquial, de ahí que surgiera una confusión sobre la fecha real de la fundación del distrito.²
En 1915, con la creación de la provincia de Herrera, Chitré fue asignada como su capital. En 1941, bajo la administración presidencial de Arnulfo Arias Madrid, se unieron de nuevo las provincias de Herrera y los Santos (Provincia de Los Santos) estableciéndose la capital de la provincia en Chitré. Bajo la presidencia de don Ricardo Adolfo de la Guardia estas dos provincias volvieron a separarse tal como lo están hoy, dos provincias diferentes, con Chitré como capital provincial de Herrera.
El centenario y la vida cultural
Muchos chitreanos consideran que el patrón cultural del distrito de Chitré y sus pobladores se centra en el área central del pueblo, incluyendo principalmente tres lugares que se ubican muy cerca uno del otro: la Catedral San Juan Bautista, el Parque Unión y el Tanque de Reserva de Agua del IDAAN.
El 19 de octubre de 1948 se celebró con grandes festividades el centenario de la fundación de Chitré y para su conmemoración se bautizó una calle con el nombre de Avenida Centenario, que además pasa por el parque llamado actualmente Parque Centenario (antiguo parque Infantil, de los Enamorados), calle muy cercana al colegio secundario de aquel tiempo, actualmente José Daniel Crespo.

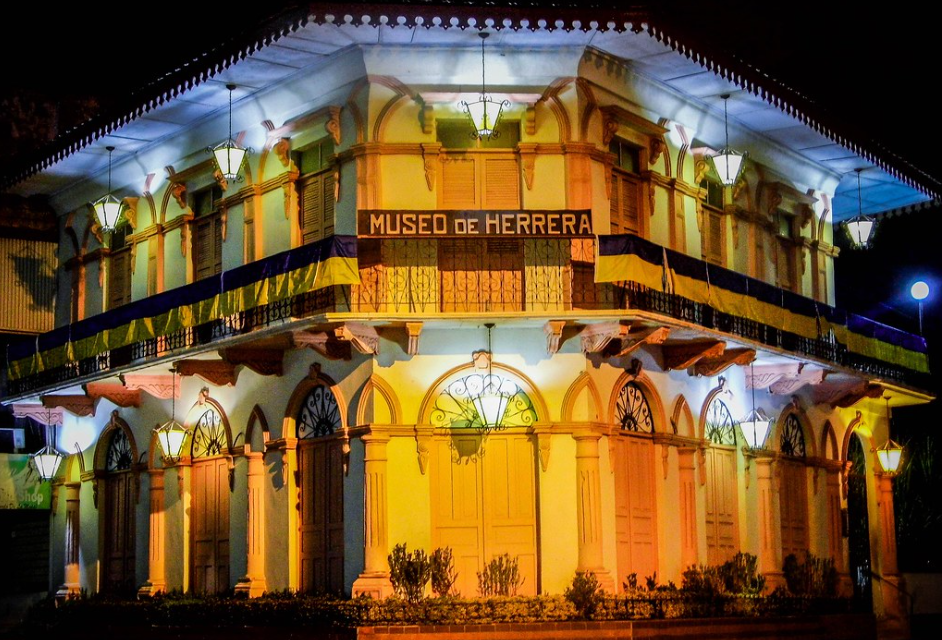
Museo de Herrera

Hacia la mitad de siglo XX, las principales fiestas eran (como hoy) los carnavales en febrero, las fiestas patronales de San Juan Bautista en junio y las fiestas de fundación (octubre) y la independencia en noviembre. Para las fiestas patronales había corridas de toros, celebraciones religiosas como misas y procesiones, fuegos artificiales, bailes populares, etc. Para las fiestas de Corpus Christi salían los tradicionales diablicos limpios y diablicos sucios.
En la población había dos salas de cine. Una de ellas, el "Teatro Amalia" era propiedad de la familia Márquez. El edificio del teatro fue construido por José Joaquín Rodríguez Londoño (1875-1946), conocido como "el Maicero". Este conocido arquitecto de la época también construyó la casa de la familia de José Márquez en 1917, anexa al teatro. Es el edificio de dos pisos que posteriormente funcionó por varios años como oficina de correos (hoy Museo Fabio Rodríguez Ríos) en la calle Manuel María Correa.
Chitré contaba con dos escuelas primarias, la Tomás Herrera y la Hipólito Pérez Tello, las cuales funcionaban en el mismo edificio alternándose una en la mañana y la otra en la tarde. Había también una biblioteca pública.

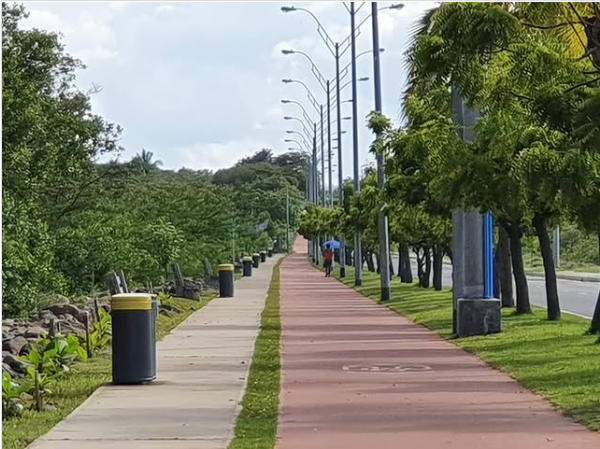
Ciclovía Playa El Agallito- Ciudad de Chitré

Por aquel tiempo existían en Chitré dos imprentas, la de Angulo y la Imprenta Chen. Esta última empezó a funcionar a fines de 1959 en la calle Manuel María Correa cerca de la Avenida Herrera. Esta imprenta estuvo dirigida por más de una década por don Miguel Dubois quien no solo era el director general sino que funcionó como instructor, responsable del entrenamiento de muchos jóvenes chitreanos que aprendieron de este modo el arte de la impresión. Entre los primeros alumnos puede citarse a Gregorio López, Ricardo Rodríguez, Guillermo "Chino" Domingo y un joven de Monagrillo de apellido Mendieta. En esta imprenta se publicó una de las primeras revistas chitreanas, bautizada con el nombre de "El caballo de tres patas" debido a que en su primera portada había un hombre en un caballo al que solo se le veían tres patas.

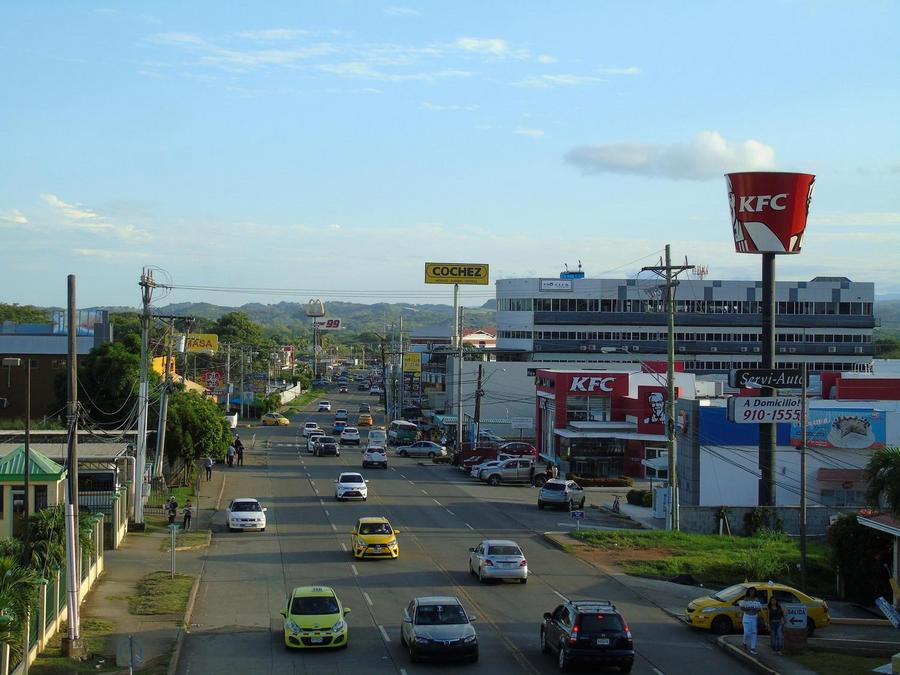
Avenida Carmelo Spadafora

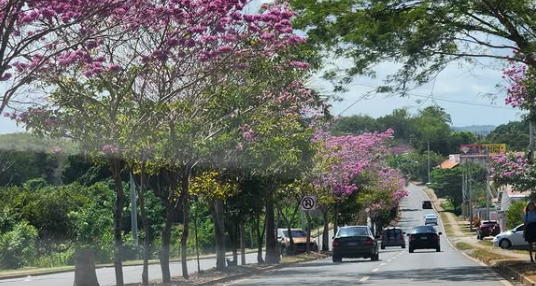
Avenida Arnulfo Escalona

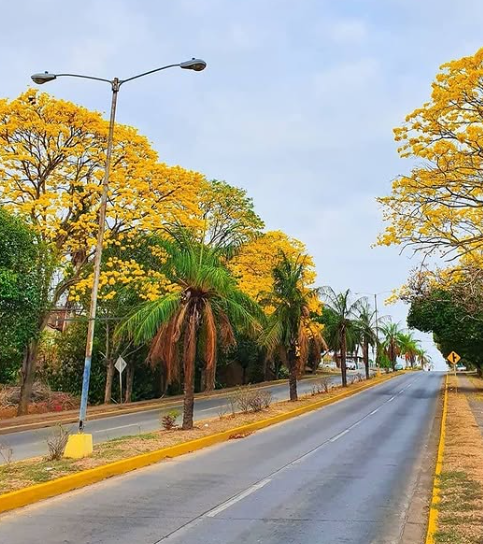
Paseo Enrique Genzzier

## Educación
Aunque Chitré fue fundada en 1848, no contaba a principios del siglo XX con un local propio para la enseñanza primaria. En esos tiempos se alquilaban casas donde se impartían clases separadas en escuela de niñas y escuela de varones. Una de esas grandes casas era frente al antiguo Mercado Público, calle Melitón Martín, propiedad de la maestra María de la Cruz Bernal.
En 1904 cuando se funda la primera escuela en el distrito, ubicada en el corregimiento de Monagrillo y que inmediatamente recibió el nombre de Escuela Primaria de Monagrillo (actualmente Escuela Sergio Pérez Delgado). En 1928 se adquirió un terreno para la construcción de la Escuela de Chitré, más tarde llamada Escuela Tomás Herrera, la cual fue construida con fondos aportados conjuntamente por el gobierno de Panamá y el pueblo chitreano. Posteriormente, fueron fundadas otras escuelas de gran prestigio en este distrito. Entre ellas cabe mencionar: la Escuela John F. Kennedy de La arena), las escuelas Evelio D. Carrizo y Eneida Castillero en Llano Bonito. 
El distrito de Chitré cuenta actualmente con escuelas primarias y Colegios secundarios públicos y privados, dentro de los más destacados están el Colegio José Daniel Crespo, Colegio Padre Segundo Familiar Cano, Colegio Papa Francisco, Colegio Agustiniano Nuestra Señora del Buen Consejo y Soyuz Bilingual School.
En educación superior cuenta con diversas universidades  entre las más destacadas están el Centro Universitario de Azuero  (Universidad de Panamá), Universidad Latina de Panamá, La Universidad Santa María la Antigua, la Universidad del Istmo, la UMECIT e ISAE universidad.

## Clima
Chitré tiene un clima tropical. Los inviernos tienen una buena cantidad de lluvia, mientras que los veranos tienen muy poco. La clasificación del clima de Köppen-Geiger es Aw. La temperatura media anual en Chitré se encuentra a 27.4 °C. La precipitación media aproximada es de 1125 mm.
| Parámetros climáticos promedio de Chitré (La Villa de Los Santos) (normales 2001–2015, extremos 1964–presente) | Parámetros climáticos promedio de Chitré (La Villa de Los Santos) (normales 2001–2015, extremos 1964–presente) | Parámetros climáticos promedio de Chitré (La Villa de Los Santos) (normales 2001–2015, extremos 1964–presente) | Parámetros climáticos promedio de Chitré (La Villa de Los Santos) (normales 2001–2015, extremos 1964–presente) | Parámetros climáticos promedio de Chitré (La Villa de Los Santos) (normales 2001–2015, extremos 1964–presente) | Parámetros climáticos promedio de Chitré (La Villa de Los Santos) (normales 2001–2015, extremos 1964–presente) | Parámetros climáticos promedio de Chitré (La Villa de Los Santos) (normales 2001–2015, extremos 1964–presente) | Parámetros climáticos promedio de Chitré (La Villa de Los Santos) (normales 2001–2015, extremos 1964–presente) | Parámetros climáticos promedio de Chitré (La Villa de Los Santos) (normales 2001–2015, extremos 1964–presente) | Parámetros climáticos promedio de Chitré (La Villa de Los Santos) (normales 2001–2015, extremos 1964–presente) | Parámetros climáticos promedio de Chitré (La Villa de Los Santos) (normales 2001–2015, extremos 1964–presente) | Parámetros climáticos promedio de Chitré (La Villa de Los Santos) (normales 2001–2015, extremos 1964–presente) | Parámetros climáticos promedio de Chitré (La Villa de Los Santos) (normales 2001–2015, extremos 1964–presente) | Parámetros climáticos promedio de Chitré (La Villa de Los Santos) (normales 2001–2015, extremos 1964–presente) |
| Mes | Ene. | Feb. | Mar. | Abr. | May. | Jun. | Jul. | Ago. | Sep. | Oct. | Nov. | Dic. | Anual |
| --- | --- | --- | --- | --- | --- | --- | --- | --- | --- | --- | --- | --- | --- |
| Temp. máx. abs. (°C)                                                                                           | 35.5 | 36.6 | 36.2 | 37.8 | 38.3 | 37.2 | 36.2 | 36.2 | 36.0 | 36.0 | 36.0 | 35.4 | 38.3 |
| Temp. máx. media (°C)                                                                                          | 32.6 | 33.1 | 33.6 | 34.2 | 33.5 | 32.2 | 32.0 | 32.1 | 32.1 | 31.6 | 31.5 | 32.1 | 32.6 |
| Temp. media (°C)                                                                                               | 28.2 | 28.5 | 29.0 | 29.7 | 29.1 | 28.2 | 28.0 | 27.9 | 27.9 | 27.5 | 27.5 | 27.8 | 28.3 |
| Temp. mín. media (°C)                                                                                          | 23.8 | 23.9 | 24.4 | 25.1 | 24.7 | 24.2 | 24.0 | 23.8 | 23.6 | 23.4 | 23.4 | 23.4 | 24.0 |
| Temp. mín. abs. (°C)                                                                                           | 17.0 | 17.5 | 16.7 | 17.5 | 17.8 | 17.2 | 17.8 | 17.8 | 18.3 | 17.8 | 16.7 | 14.4 | 14.4 |
| Lluvias (mm)                                                                                                   | 10.2 | 0.6 | 3.5 | 22.1 | 115.7 | 137.6 | 96.6 | 125.0 | 160.8 | 223.2 | 126.9 | 44.2 | 1066.4 |
| Horas de sol                                                                                                   | 255.0 | 244.9 | 268.7 | 229.0 | 162.9 | 120.7 | 128.5 | 131.3 | 124.1 | 136.8 | 154.2 | 202.5 | 2158.6 |
| Fuente n.º 1: IMHPA                                                                                            | | | | | | | | | | | | | |
| Fuente n.º 2: INEC                                                                                             | | | | | | | | | | | | | |